# Elizin ostrov
Elizin ostrov se nachází v západní části Bellinghamova zálivu v americkém státě Washington. Nachází se pouze kousek na jih od většího Lummijského ostrova, v okrese Whatcom. Rozloha ostrova je 0,6 km² a v roce 2000 zde žilo deset obyvatel.
Své jméno ostrov dostal od Charlese Wilkese, který vedl Wilkesovu expedici. Jedná se o jeden z mála názvů, kterým Wilkes nepoctil některého ze svých amerických námořních důstojníků, ale španělského mořeplavce Francisca de Elizu, který do těchto vod vedl expedici na konci 18. století. Pravděpodobnější však je, že jej takto pokřtil buď po své dceři, nebo své sestře, jelikož obě tyto ženy se jmenovaly Eliza.
Na jižním konci ostrova je rozšířený jak komerční, tak rekreační lov krabů.
Na ostrově se nachází malé letiště, jenž může být použito pouze za denního světla, a jeden dok, jehož využití je přísně omezeno na nakládání nebo vykládání. Jedná se o soukromý ostrov a po celý rok zde nyní žije už jen okolo tří obyvatel. Elektřinu poskytují soukromé generátory a vodu zajišťuje odsolovací systém. Pouze občané starší 55 let nebo tělesné postižení mají povoleno používat malá motorová vozidla, jako např. golfové vozíky, ostatní se zde mohou přepravovat pouze pěšky nebo na kole. Na jihu ostrova se rovněž nachází vyznačená pláž pro koupání, která je písečná a mělká.